# Ike no Taiga

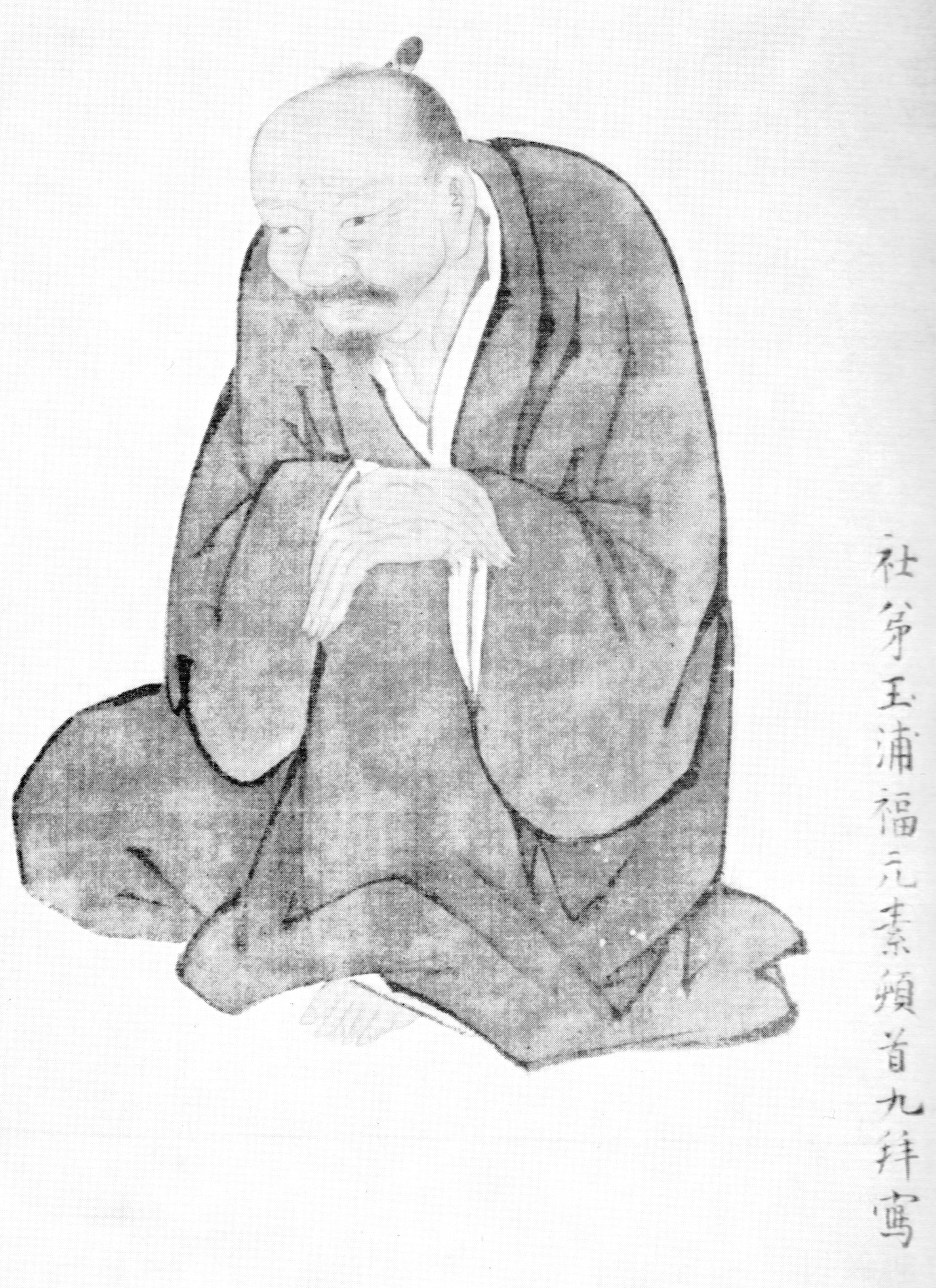
Retrato de Ike no Taiga pintado por Fukuhara Gogaku

Ike no Taiga (池大雅, Kioto, 1723–1776) fue un pintor y calígrafo que vivió durante el período Edo. Junto con Yosa Buson, perfeccionó el arte bunjinga 文人画 (pintura letrada)  o nanga 南画 (pintura del sur). La mayoría de sus trabajos reflejaban su pasión por la clásica cultura china, así como de sus técnicas de pintura. Muchos de sus trabajos fueron colaboraciones con su esposa, Tokuyama Gyokuran.